# Wet Leg (альбом)
Wet Leg — дебютный студийный альбом британской рок-группы Wet Leg, выпущенный 8 апреля 2022 года лейблом Domino Recording Company. Альбом был представлен вирусным хитом «Chaise Longue», за которым последовали синглы «Wet Dream», «Too Late Now», «Oh No», «Angelica» и «Ur Mum». Альбом получил признание музыкальных критиков, возглавил чарты Австралии и Великобритании, а также вошёл в десятку лучших в Бельгии, Германии, Ирландии, Нидерландах и Новой Зеландии. Альбом был номинирован на премию Mercury Prize 2022 года, получил премию «Грэмми» в категории «Лучший альтернативный альбом» на 65-й ежегодной церемонии вручения премии «Грэмми» и был номинирован на премию Brit Awards 2023 года в категории «Альбом года».

## Композиция
Альбом Wet Leg, в первую очередь представляющий собой инди-рок, постпанк, альтернативный рок, брит-поп, пост-панк-ривайвл, инди-поп и панк-поп, содержит в себе влияние множества других жанров, в частности инди- и гаражного попа 90-х и 2000-х годов.

## Отзывы
| Совокупная оценка | Совокупная оценка |
| Источник          | Оценка            |
| ----------------- | ----------------- |
| AnyDecentMusic?   | 8.1/10            |
| Metacritic        | 87/100            |
| Оценки критиков   |                   |
| Источник          | Оценка            |
| AllMusic          | [ 12 ]            |
| And It Don't Stop | A                 |
| Clash             | 9/10              |
| The Guardian      | [ 15 ]            |
| The Independent   | [ 16 ]            |
| NME               | [ 17 ]            |
| The Observer      | [ 3 ]             |
| Paste             | 8.0/10            |
| Pitchfork         | 7.2/10            |
| Rolling Stone     | [ 4 ]             |

Альбом получил положительные отзывы музыкальной критики и интернет-изданий.
Альбом Wet Leg получил широкое признание музыкальных критиков после выхода. На Metacritic альбом имеет средний балл 87 из 100, основанный на 27 рецензиях, что указывает на «всеобщее признание». В рецензии для AllMusic Хизер Фарес заявила: «Редко бывает, чтобы группа была настолько сформирована в начале своей карьеры, но на своём дебютном альбоме Wet Leg демонстрируют больше тех самых мгновенно запоминающихся хуков и остроумных реплик, которые легко понять и понять». Обозреватель Clash Робин Мюррей назвал его «самым заразительным, притягательным, неотразимым и просто весёлым дебютным альбомом, который мы видели за долгое-долгое время». В пятизвёздочном обзоре для DIY Лиза Райт похвалила уникальную индивидуальность группы, сказав: «Именно слегка странное мировоззрение самой группы действительно возносит Wet Leg в ранг по-настоящему особенных. Не дайте себя обмануть платьями в стиле прерий и милой невинной подачей вокала, у Риан есть сарказм, и она с удовольствием упивается грубыми однострочными фразами».
В другом пятизвёздочном обзоре для NME Риан Дейли назвала альбом «мгновенной классикой»: «Он пронизан освобождающей, заразительной радостью, которая заставляет вас хвататься за своего партнёра по преступлению и мчаться навстречу приключениям, чтобы найти место, которое, как гласит мантра „Анжелики“, „будет хорошим всегда“». Рэйчел Ароэсти из The Guardian назвала Wet Leg «коллекцией инди-музыки 90-х и 00-х, которая попеременно мечтательная, сочная, цепляющая и громоподобная, и наполнена текстами, пропитанными недовольством, тревогой и подавленностью миллениалов». Обозреватель The Independent Аннабель Ньюджент сказала, что «Вокалами, колеблющимися между насмешливой мелодией и яростью, Тисдейл и Чемберс говорят со своими двадцатилетними сверстниками на знакомом им языке: работа скучна, приложения для знакомств ужасны, вечеринки не такие весёлые, как раньше, смерть (к счастью?) неизбежна». Роб Шеффилд из Rolling Stone сказал: «В общем и целом, Wet Leg — это пара артистичных рок-н-ролльщиков, которые хотят слишком многого, чувствуют слишком много, ненавидят слишком много, одновременно гоняясь за слишком большим количеством приятных моментов. Неудивительно, что мир был так готов безумно влюбиться в них. После двух лет карантинной хандры возникла всеобщая культурная потребность в подобном действии, и Wet Leg были удивлены не меньше всех, когда подключились к нему. Но альбом звучит так, будто они только начинают». Автор Paste Эрик Р. Дэнтон сказал: «Их песни написаны слаженно, тексты — дерзкие, остроумные и забавные, и они легко переключаются между различными инди-стилями. Но что действительно выделяет Wet Leg, так это то, что Тисдейл и Чемберс явно получают от этого удовольствие».
В более неоднозначной рецензии Китти Эмпайр, назвав его альбомом недели по версии Observer, тем не менее, выразила разочарование повседневностью альбома, заявив: «Незастенчивое искусство Wet Leg изначально, казалось, выдвигало на первый план нелепость всего происходящего (особенно странных пятен). Их альбом, напротив, подробно рассматривает, насколько мерзки бывшие. Конечно, это понятно и понятно, но, возможно, не совсем то, что изначально подразумевали эти клешни лобстера.
Wet Leg — первая группа с острова Уайт, альбом которой занял первое место в британском чарте.

### Годовые итоговые списки
| Публикация           | Ранг | Список                            |
| -------------------- | ---- | --------------------------------- |
| BrooklynVegan        | 44   | Top 50 Albums of 2022             |
| NPR                  | 31   | The 50 Best Albums of 2022        |
| The Independent      | 19   | The Best Albums of 2022           |
| Slant Magazine       | 17   | The 50 Best Albums of 2022        |
| Billboard            | 10   | The 50 Best Albums of 2022        |
| Rolling Stone        | 10   | The 100 Best Albums of 2022       |
| Entertainment Weekly | 9    | The 10 Best Albums of 2022        |
| Uncut                | 7    | Uncut’s Best New Albums of 2022   |
| Flood                | 6    | The Best Albums of 2022           |
| Exclaim!             | 5    | Exclaim!'s 50 Best Albums of 2022 |
| Paste                | 4    | The Best Albums of 2022           |
| The Atlantic         | 3    | The 10 Best Albums of 2022        |
| Far Out              | 3    | The 50 Best Albums of 2022        |
| NME                  | 2    | The 50 Best Albums of 2022        |
| Pitchfork            | N/A  | The 38 Best Rock Albums of 2022   |
| Guitar World         | 20   | The Best Guitar Albums of 2022    |

### Награды и номинации
| Грэмми | Грэмми          | Грэмми                                  | Грэмми    | Грэмми |
| Год    | Работа          | Категория                               | Результат | Ссылка |
| ------ | --------------- | --------------------------------------- | --------- | ------ |
| 2023   | «Chaise Longue» | Лучшее исполнение альтернативной музыки | Победа    | [ 39 ] |
| 2023   | Wet Leg         | Лучший альтернативный альбом            | Победа    | [ 39 ] |

## Список композиций
| №                   | Название               | Автор(ы)                                 | Продюсеры           | Длительность |
| ------------------- | ---------------------- | ---------------------------------------- | ------------------- | ------------ |
| 1.                  | «Being in Love»        | Rhian Teasdale                           | Dan Carey           | 2:02         |
| 2.                  | «Chaise Longue»        | Teasdale Hester Chambers Joshua Mobaraki | Jon McMullen        | 3:19         |
| 3.                  | «Angelica»             | Teasdale Chambers                        | Mobaraki            | 3:52         |
| 4.                  | «I Don't Wanna Go Out» | Teasdale                                 | Carey               | 3:41         |
| 5.                  | «Wet Dream»            | Teasdale Chambers Mobaraki               | Carey               | 2:20         |
| 6.                  | «Convincing»           | Teasdale Chambers                        | Carey               | 2:37         |
| 7.                  | «Loving You»           | Teasdale                                 | Carey               | 3:39         |
| 8.                  | «Ur Mum»               | Teasdale                                 | Carey               | 3:21         |
| 9.                  | «Oh No»                | Teasdale                                 | Carey               | 2:29         |
| 10.                 | «Piece of Shit»        | Teasdale                                 | Carey               | 2:48         |
| 11.                 | «Supermarket»          | Teasdale Chambers                        | Carey               | 3:10         |
| 12.                 | «Too Late Now»         | Teasdale Chambers Michael Champion       | Carey               | 3:29         |
| Общая длительность: | Общая длительность:    | Общая длительность:                      | Общая длительность: | 36:47        |

| №                   | Название            | Автор(ы)            | Продюсеры           | Длительность |
| ------------------- | ------------------- | ------------------- | ------------------- | ------------ |
| 13.                 | «It's Not Fun»      | Chambers            | Carey               | 2:49         |
| 14.                 | «It's a Shame»      | Teasdale            | Carey               | 3:33         |
| Общая длительность: | Общая длительность: | Общая длительность: | Общая длительность: | 6:22         |

| №                   | Название                         | Продюсеры           | Длительность |
| ------------------- | -------------------------------- | ------------------- | ------------ |
| 15.                 | «Chaise Longue (French Version)» | McMullen            |              |
| Общая длительность: | Общая длительность:              | Общая длительность: | 3:17         |

## Чарты

### Еженедельные чарты
| Чарт (2022)                                  | Высшая позиция |
| -------------------------------------------- | -------------- |
| Австралия (ARIA)                             | 1              |
| Австрия (Ö3 Austria)                         | 16             |
| Бельгия/Фландрия (Ultratop)                  | 6              |
| Бельгия/Валлония (Ultratop)                  | 16             |
| Канада (Canadian Albums, Billboard)          | 82             |
| Нидерланды (Album Top 100)                   | 10             |
| Германия (Offizielle Top 100)                | 8              |
| Ирландия (IRMA)                              | 4              |
| Япония (Oricon)                              | 64             |
| Новая Зеландия (RMNZ)                        | 4              |
| Португалия (AFP)                             | 3              |
| Шотландия (Scottish Albums Chart)            | 1              |
| Испания (PROMUSICAE)                         | 56             |
| Швеция (Sverigetopplistan)                   | 59             |
| Швейцария (Schweizer Hitparade)              | 11             |
| Великобритания (UK Albums Chart)             | 1              |
| Великобритания (UK Independent Albums Chart) | 1              |
| США Billboard 200                            | 14             |
| США Independent Albums (Billboard)           | 3              |
| США Top Alternative Albums (Billboard)       | 3              |
| США Top Rock Albums (Billboard)              | 3              |

## Серитфикации
| Регион                                                                      | Сертификация | Продажи |
| --------------------------------------------------------------------------- | ------------ | ------- |
| Великобритания (BPI)                                                        | Золотой      | 100 000 |
| Данные о продажах + прослушиваниях приведены только на основе сертификации. |              |         |